# Horussöhne
Die vier Horussöhne (auch Horuskinder oder Kanopengötter) Amset, Hapi, Duamutef und Kebechsenuef sind Kinder des Gottes „Horus des Älteren“ (Haroeris) und der Göttin Isis. Sie sind vorwiegend Schutzgötter der Kanopen und stammen aus Buto. Zeitweilig findet sich deshalb auch die Bezeichnung „die vier Genien“ (Schutzgeist). Als Sterngötter sind sie den vier Himmelsrichtungen zugeordnet, und so befinden sich zur Zeit des Mittleren Reiches ihre Namen beispielsweise an den vier Ecken der Särge.

## Darstellung der Horussöhne

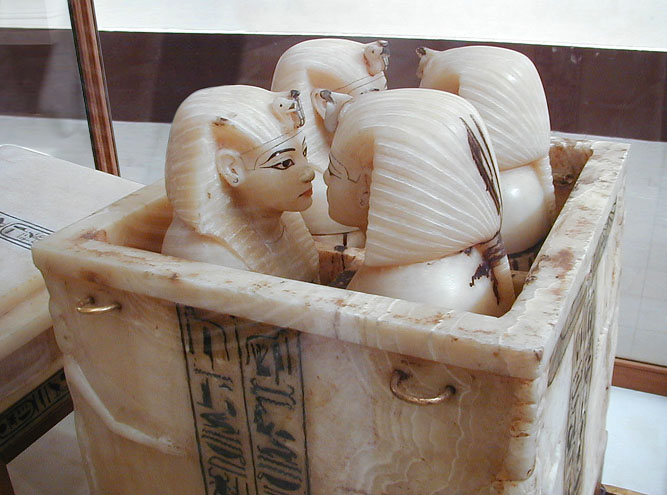
Kanopenkasten des Tutanchamun; die rechte Spalte der Inschrift ist die zur Göttin Neith, die linke zur Göttin Isis

Bis zur 18. Dynastie hatten die Horussöhne in ihrer Funktion als Wächter über die Eingeweide des Verstorbenen Menschengestalt. Beispielhaft zeigt sich dies an den Deckeln der Kanopen und der kleinen Eingeweidesärge aus dem Grab (KV62) des Tutanchamun oder der in KV55 gefundenen vier Kanopen. Erst ab der 19. Dynastie stellte jeder Kanopendeckel den Kopf des entsprechenden Horussohnes dar:
| Horussohn    | Darstellung    |
| ------------ | -------------- |
| Amset        | Mensch         |
| Hapi         | Affe (Pavian)  |
| Duamutef     | Schakal (Wolf) |
| Kebechsenuef | Vogel (Falke)  |

Allerdings ist die Zuweisung der Tierköpfe von Schakal und Falke sowohl für Duamutef als auch Kebechsenuef nicht ganz eindeutig. In der Literatur gibt es hier unterschiedliche Darstellungen, die in beiden Fällen einmal für Duamtef den Schakal oder den Falken und für Kebechsenuef den Falken oder Schakal nennen.

## Bedeutung als Schutzgötter der Kanopen

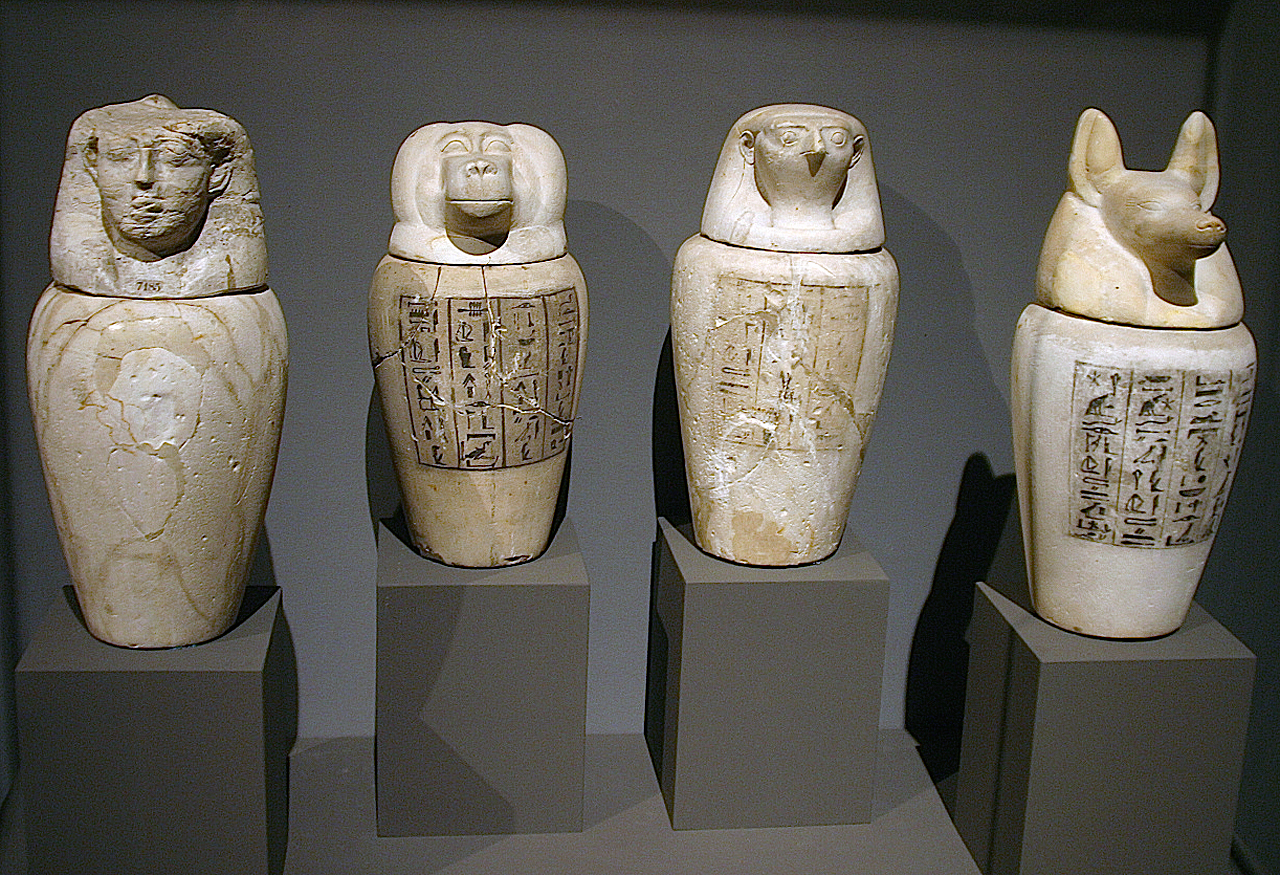
Kanopenkrüge aus dem Grab des Iti 19. Dynastie, um 1200 v. Chr. Kalkstein, Ägyptisches Museum Berlin

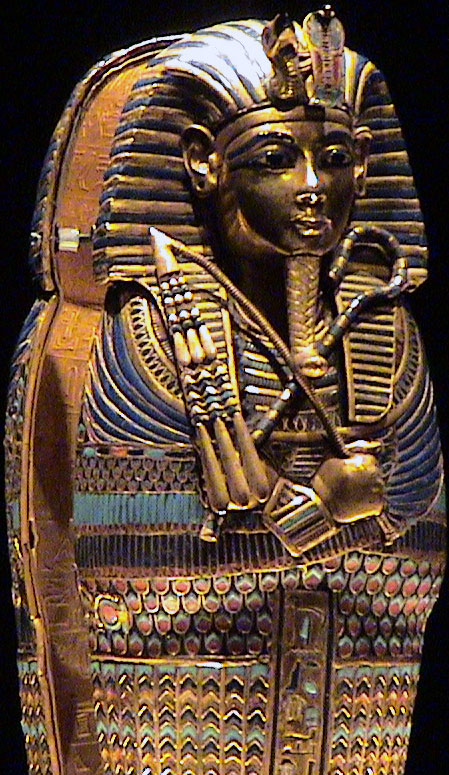
Eingeweidesarg aus dem Grab des Tutanchamun (Ägyptisches Museum Kairo); Inschrift zur Göttin Isis

Im Alten Reich gab es ursprünglich nur zwei Schutzgötter der Kanopen: Amset und Hapi, erst später wurden die beiden weiteren Schutzgötter Duamutef und Kebechsenuef hinzugefügt und alle vier als „Söhne des Horus“ bezeichnet. Die Pyramidentexte stellen die vier Horussöhne als eine Art Führer für die Jenseitsreise des Toten dar: Sie nehmen an der Wiederbelebung teil, tragen ihn zu Grab, vollziehen die Mundöffnung und beteiligen sich an den Stundenwachen.
Jedoch besteht ihre Aufgabe vorwiegend darin, den Leichnam vor Hunger und Durst und die davon betroffenen Organe, die Eingeweide, zu schützen, wobei Herz und Nieren nicht zu diesen Organen gehören. Die bei der Mumifizierung entnommenen Eingeweide wurden in Binden gewickelt und getrennt nach Leber, Lunge, Magen und Unterleibsorgane in vier Kanopen, mitunter auch in Miniatursärgen (Kanopensärge), beigesetzt. Jede Kanope unterstand dem Schutz eines Horussohnes. Seit dem Neuen Reich gibt es folgende Zuordnungen der Horussöhne als Beschützer der Organe:
| Horussohn    | zugeordnetes Organ  |
| ------------ | ------------------- |
| Amset        | Leber               |
| Hapi         | Lunge               |
| Duamutef     | Magen               |
| Kebechsenuef | Unterleib (Gedärme) |

In den dazugehörigen Kanopeninschriften werden die vier Horussöhne nicht nur angerufen, sie sind zudem mit den vier Schutzgöttinnen Isis, Nephthys, Neith und Selket verbunden: Je eine der vier Schutzgöttinnen beschützt einen Horussohn, der wiederum das ihm zugeordnete Organ bewacht. Die Schutzgöttinnen der jeweiligen Horussöhne waren:
| Horussohn    | Schutzgöttin |
| ------------ | ------------ |
| Amset        | Isis         |
| Hapi         | Nephthys     |
| Duamutef     | Neith        |
| Kebechsenuef | Selket       |

Deutlich zeigt dies z. B. folgender Textauszug einer Inschrift auf dem Kanopenkasten Tutanchamuns:
„Worte zu sprechen durch Nephthys:

Meine beiden Arme umfassen

den, der darin ist (welcher in mir ist)

ich wähle (bereite) den Schutz

für (den) Hapi, der darin ist,

des Osiris (und) König Tutanchamun,

des Herrschers von Theben,

des Gerechtfertigten.“

## Bedeutung in der ägyptischen Mythologie
Als Söhne von Horus dem Älteren sind die vier Horussöhne Sonnengötter und gehören zu den Schöpfungslegenden und werden in diesem Zusammenhang dargestellt, wie sie aus der Lotosblume geboren werden.
Die Vignette des Totenbuchkapitels 125 beispielsweise zeigt die vier Horussöhne in menschlicher Gestalt auf einer Lotosblume stehend, was als symbolischer Hinweis darauf zu betrachten ist, dass durch sie der Tote aus dem Lotos neu geboren wird.
Obwohl den vier Horussöhnen vorwiegend die Aufgabe zukommt, die mumifizierten Organe des Toten zu schützen, besteht auch zu anderen Göttern eine nahe Verbindung. So rettete beispielsweise der Gott Sobek die vier Horussöhne auf Befehl des Re aus dem Wasser, sie bekämpfen für Re Apophis und wurden auch für Söhne des Geb oder des Atum und der Nut gehalten.
Religiöse Texte nennen Horus, Amset und Hapi als „Seelen von Buto“ und Horus, Duamutef und Kebechsenuef als „Seelen von Hierakonpolis“, wobei beide Gruppen im königlichen Ritual Trägerdienste leisten.
Zudem bestimmte Horus sie zu Wächtern der vier Himmelsrichtungen, in die sie als Krönungsboten entsandt wurden:
| Horussohn    | Himmelsrichtung |
| ------------ | --------------- |
| Amset        | Süden           |
| Hapi         | Norden          |
| Duamutef     | Osten           |
| Kebechsenuef | Westen          |

### Die Horussöhne im Osirismythos
Von den Horussöhnen heißt es außerdem, dass sie „Bestechlichkeit“ nicht kannten, weswegen sie im Osiris-Zyklus von Anubis mit der Mumifizierung, der Mundöffnung und der Bestattung beauftragt wurden: Zuerst für Osiris selbst und dann auch für die Menschen. In der Unterwelt stehen sie auf einer geöffneten Lotosblüte vor dem Thron des Osiris in der Halle des Gerichts.
Des Weiteren waren vier „eine der Stundenwachen an der Leiche des Osiris“. Sie waren jeweils die Schutzgötter von der ersten bis zur vierten Tages- und der ersten bis zur vierten Nachtstunde. In diesen Stunden wehrten sie die Feinde des Osiris in alle Richtungen ab und sorgten so für vollständigen Schutz des Verstorbenen.
| Horussohn    | Stundenwache                 | Schutz | Opfergabe (Tagesstunde)                          |
| ------------ | ---------------------------- | --- | ------------------------------------------------ |
| Amset        | 1. Tages- und 1. Nachtstunde | 1. Tagesstunde: „Amset kommt, um dich zu sehen, er wirft dir den Feind auf deiner rechten Seite nieder.“ 1. Nachtstunde: „Amset kommt, um dich zu schauen, er wirft dir den Feind auf deiner rechten Seite nieder.“               | Schesemu bringt 1. Tagesstunde Myrrhe dar.       |
| Hapi         | 2. Tages- und 2. Nachtstunde | 2. Tagesstunde: „Hapi kommt, um dich zu schauen, er wirft dir die Feinde vor dir nieder.“ 2. Nachtstunde: „Hapi kommt, um dich zu sehen, er wirft dir die Feinde vor dir nieder.“                                                 | Amset bringt in der 2. Tagesstunde Öl dar.       |
| Duamutef     | 3. Tages- und 3. Nachtstunde | 3. Tagesstunde: „Duamutef kommt, um dich zu sehen, er wirft dir die Feinde auf deiner linken Seite nieder.“ 3. Nachtstunde: „Duamutef kommt, um dich zu schauen, er wirft dir die Feinde auf deiner linken Seite nieder.“         | Hapi bringt in der 3. Tagesstunde Weihrauch dar. |
| Kebechsenuef | 4. Tages- und 4. Nachtstunde | 4. Tagesstunde: „Kebechsuenef kommt, um dich zu schauen, er wehrt dir den (Gegner), der hinter dir herankommt, ab.“ 4. Nachtstunde: „Kebechsuenef kommt, um dich zu schauen, er verjagt dir den Feind, der sich von hinten naht.“ | Duamutef bringt in der 4. Tagesstunde Salbe dar. |

Die Opfergabe zur 5. Tagesstunde in Form von einem weiteren Öl („Festgeruch“) erfolgte durch Kebechsuenef. Zur 4. Nachtstunde heißt es zudem: „Heil dir! Sagen die vier Götter, o Osiris, Erster der Westlichen, die auf der Mauer deines Gemaches sitzen - nämlich Amset, Hapi, Duamutef und Kebechsuenef. Sie schützen deinen Ka und wehren die Feinde von dem Orte ab, an dem du dich befindest.“